# Bob Saget
Robert Lane Saget (17. května 1956 Filadelfie – 9. ledna 2022 Orlando) byl americký herec a moderátor. Jeho nejznámější hereckou rolí je Danny Tanner v seriálu Plný dům (1987–1995). Jeho nejznámější moderátorská role byla v pořadu America's Funniest Home Videos (Nejvtipnější americká domácí videa; 1989–1997). Bob Saget  byl také známý v rolích rodičů. Propůjčil hlas Tedu Mosbymu v seriálu Jak jsem poznal vaši matku (2005–2014).

## Život
Narodil ve Filadelfii do židovské rodiny. Jeho otec Benjamin (1917–2007) byl vedoucí supermarketu a jeho matka Rosalyn, přezdívaná Dolly (1925–2014) byla správkyně nemocnice. Žil v Kalifornii, než se vrátil zpátky do Filadelfie, kde odmaturoval. Vystudoval lékařství, ale jeho učitelka angličtiny Elaine Zimmerman v něm viděla talent a řekla mu, že by se mohl uplatnit jako herec.
Bob začal studovat univerzitu Temple, která se zabývala filmem. Natočil film Through Adam's Eyes (Očima Adama); černobílý film byl o malém chlapci, který si nežil zrovna nejlépe. Za tento film získal studentskou cenu akademie. Školu úspěšně dokončil v roce 1978.
V neděli 9. ledna 2022 byl policií nalezen mrtvý v hotelu Ritz-Carlton v Orlandu ve státě Florida. Podle policejního šerifa jeho smrt nebyla způsobena ani cizím zaviněním, ani drogami. Večer před smrtí ještě vystupoval před diváky při komediálním představení.

## Filmografie

### Film
| Rok  | Název                                   | Role               | Poznámky          |
| ---- | --------------------------------------- | ------------------ | ----------------- |
| 1979 | Spaced Out                              | Voice of Wurlitzer | Zvuk; also writer |
| 1980 | Devices                                 | Therapy Patient    |                   |
| 1981 | Full High Moon                          | Sportscaster       |                   |
| 1985 | New Love, American Style                | Comedy Vignettes   |                   |
| 1987 | Critical Condition                      | Dr. Joffe          |                   |
| 1993 | For Goodness Sake                       | Surgeon            |                   |
| 1997 | Meet Wally Sparks                       | Reporter #4        |                   |
| 1998 | Half Baked                              | Cocaine addict     | Neznámý           |
| 1998 | Dirty Work                              | Director           |                   |
| 2003 | Dumb and Dumberer: When Harry Met Lloyd | Walter Matthews    |                   |
| 2004 | New York Minute                         | Sám sebe           | Extra             |
| 2005 | The Aristocrats                         | Sám sebe           | Documentary       |

### Televize
| Rok       | Název                                 | Role                     | Poznámky                                            |
| --------- | ------------------------------------- | ------------------------ | --------------------------------------------------- |
| 1981      | Bosom Buddies                         | Bob the Comic            | Epizoda: The Show Must Go On                        |
| 1983      | The Greatest American Hero            | Rook                     | Epizoda: Wizards and Warlocks                       |
| 1986      | It's a Living                         | Dr. Bartlett             | Epizoda: The Doctor Danny Show                      |
| 1987–1995 | Plný dům                              | Daniel 'Danny' Tanner    | 192 epizod                                          |
| 1989–1997 | America's Funniest Home Videos        | Sám sebe/host            | Also guest-hosted 1 Epizoda in 2009                 |
| 1989      | MMC                                   |                          | Epizoda: Guest Day                                  |
| 1992      | Quantum Leap                          | Macklyn „Mack“ MacKay    | Epizoda: Stand Up – April 30, 1959                  |
| 1992      | To Grandmother's House We Go          | Win-O-Lotto Lottery Host | Film; Neznámý                                       |
| 1994      | Father and Scout                      | Spencer Paley            | Film; také vedoucí producent                        |
| 1999      | Sorority                              | Dean Tinker              | Film; Neznámý                                       |
| 2000      | Becoming Dick                         | Bob                      | Film (Neznámý); also director                       |
| 2000      | The Norm Show                         | Mr. Atkitson             | Epizoda: Norm vs. Schoolin'; also director          |
| 2001–2002 | Raising Dad                           | Matt Stewart             | 22 epizod                                           |
| 2002      | The Jamie Kennedy Experiment          | Sám sebe                 | 1 Epizoda                                           |
| 2004      | Joey                                  | Sám sebe                 | Epizoda: Joey and the Road Trip                     |
| 2004      | Huff                                  | Butch                    | Epizoda: Flashpants                                 |
| 2005      | Listen Up                             | Mitch                    | Epizoda: Coach Potato                               |
| 2005      | Madagaskar                            | Zoo Animal               | Zvuk                                                |
| 2005–2010 | Entourage                             | Sám sebe                 | 4 epizody                                           |
| 2005–2014 | Jak jsem poznal vaši matku            | Ted Mosby (in 2030)      | Seriál (celý); pouze zvuk                           |
| 2006–2008 | 1 vs. 100                             | Sám sebe/host            | Game show                                           |
| 2006      | Casper's Scare School                 | Dash                     | Film; Zvuk                                          |
| 2006      | Law & Order: Special Victims Unit     | Glenn Cheales            | Epizoda: Choreographed                              |
| 2007      | Farce of the Penguins                 | Carl (Zvuk)              | Direct-to-video; also writer, director and producer |
| 2007      | That Ain't Right                      | Sám sebe                 | Special                                             |
| 2008      | The Life & Times of Tim               | Party Marty              | Epizoda: Mugger/Cin City; Zvuk                      |
| 2008      | The Comedy Central Roast of Bob Saget | Sám sebe                 | Special                                             |
| 2009      | Surviving Suburbia                    | Steve Patterson          | 13 epizod                                           |
| 2010      | Strange Days with Bob Saget           | Sám sebe/host            | 6 epizod                                            |
| 2011      | Law & Order: LA                       | Adam Brennan             | Epizoda: Van Nuys                                   |
| 2011      | Louie                                 | Sám sebe                 | Cameo                                               |
| 2013      | That's What I'm Talking About         | Sám sebe                 |                                                     |
| 2014      | Super Fun Night                       | Mr. Porter Warner        | Epizoda: Cookie Prom                                |
| 2014      | Legit                                 | Sám sebe                 | Epizoda: Licked                                     |
| 2016–2020 | Fuller House                          | Danny Tanner             |                                                     |